# Église de la Nativité-de-la-Mère-de-Dieu de Velika Moštanica
Pour les articles homonymes, voir Église de la Nativité.
L'église de la Nativité-de-la-Mère-de-Dieu (en serbe cyrillique : Црква рођења Богородице ; en serbe latin : Crkva rođenja Bogorodice) est une église orthodoxe située dans le village de Velika Moštanica, en Serbie, dans la municipalité urbaine de Čukarica. Construite en 1858, elle est inscrite sur la liste des biens culturels de la Ville de Belgrade.

## Présentation
L'église de la Naissance de la Mère-de-Dieu a été construite en 1858 et consacrée en 1859 ; elle a été bâtie à l'emplacement d'une église plus ancienne. Elle a été conçue comme un édifice à nef unique, avec une abside semi-circulaire aussi large que la nef elle-même ; elle comprend aussi deux niches demi-circulaires dans le chœur et d'un clocher au-dessus du narthex dominant la partie occidentale du bâtiment.
L'église a été bâtie dans le style traditionnel de l'architecture serbe et témoigne de la période et du milieu dans lequel elle a été construite. Parmi les donateurs qui en ont permis la construction figure le marchand et philanthrope Ilija M. Kolarac (1800-1878). L'église conserve des peintures rares, des objets en or, des livres et des archives remontant à la première moitié du XIXe siècle. Parmi les peintures conservées se trouvent des œuvres de Georgije Bakalović, Dimitrije Posniković, Nikola Marković, Ilija Petrović et Simeon Tanasijević, ainsi que des icônes de peintres serbes de la première moitié du XIXe qui permettent d'étudier l'évolution des arts visuels en Serbie.
Le cimetière du village compte 128 tombes. Connu sous le nom de « Cimetière des vétérans », il commémore les habitants du villages morts dans les guerres de 1876-1878, celles de 1883-1885, les Guerres balkaniques, la Première et la Seconde Guerre mondiale. Parmi toutes les nécropoles situées dans le Grand Belgrade, le cimetière des vétérans constitue l'un des plus importants.